# Campanule raiponce
Campanula rapunculus
Pour les articles homonymes, voir Raiponce.
Espèce
Classification phylogénétique
Statut de conservation UICN

 LC  : Préoccupation mineure

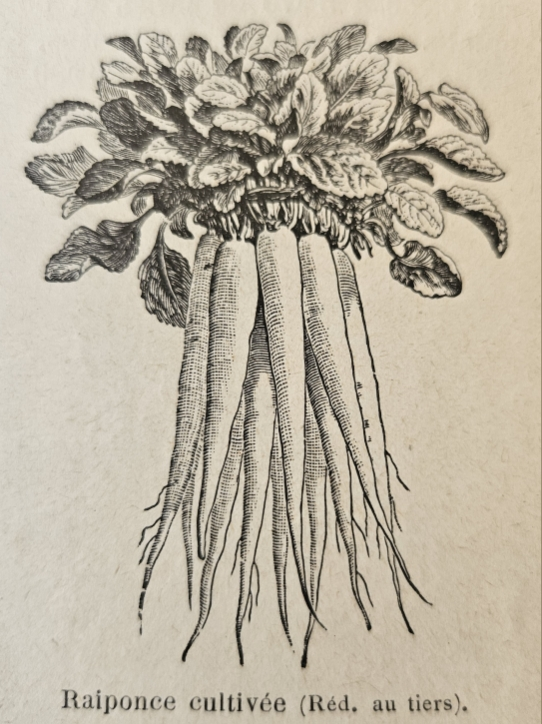
Illustration de raiponce cultivée dans Vilmorin 1925

La Campanule raiponce (Campanula rapunculus) encore appelée Raiponce cultivée est une plante herbacée bisannuelle de la famille des Campanulacées. À ne pas confondre avec le genre Phyteuma (les raiponces) qui comprend des espèces bien différentes, quoique relevant de la même famille des Campanulacées.

## Noms communs
La Campanule raiponce est aussi appelée en France bâton de Saint Jacques, rave sauvage, ou rampouchou dans le Midi (à ne pas confondre avec reponchon et ses variantes, qui désigne le Tamier commun) ; en Angleterre Rampion et Rampion Bellflower.

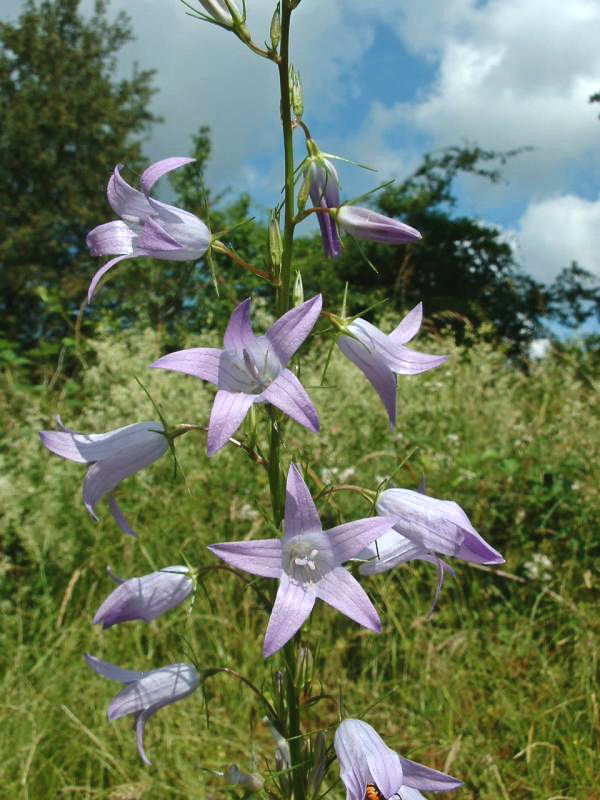
Campanule raiponce.
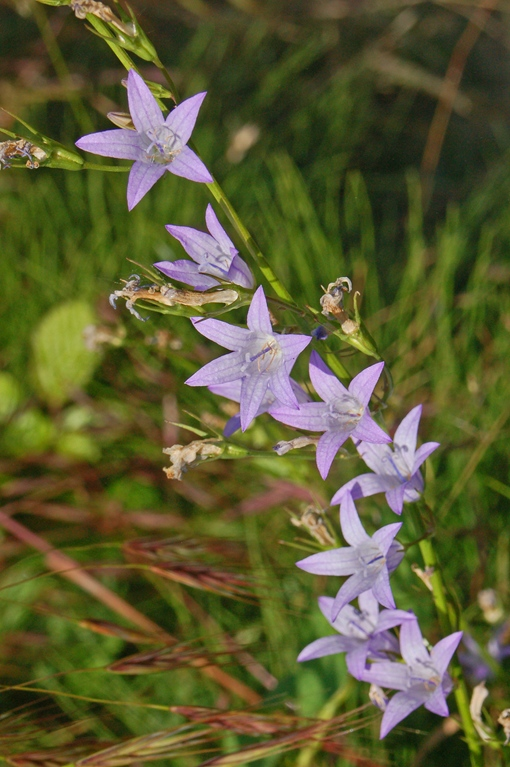
Inflorescence.
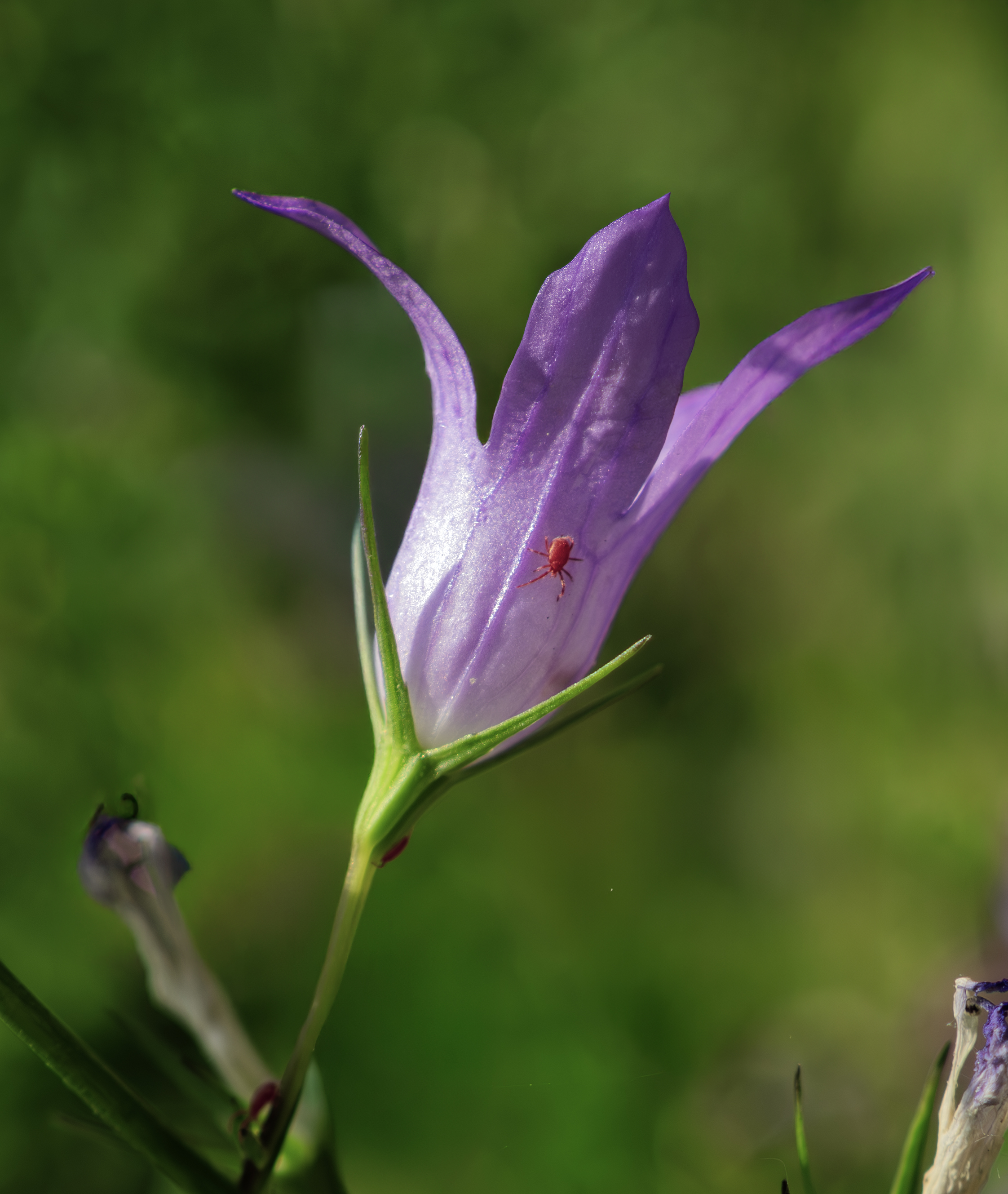
Fleur avec Phytoseiulus persimilis.

## Description
Plante bisannuelle de 40 à 80 cm de hauteur.
C'est une plante dressée, velue, non ramifiée, aux feuilles inférieures pétiolées, ovales, légèrement dentées, aux feuilles supérieures sessiles, étroites et lancéolées. L'inflorescence est une grappe lâche généralement non ramifiée, de fleurs bleu-pâle en cloches.
Le fruit  est une capsule dressée.

## Aire de répartition et écologie

### Distribution
Elle se trouve en Asie occidentale, en Afrique septentrionale et en Europe.
Elle occupe la France métropolitaine ; elle n'a pas été signalée dans 5 départements. L'INPN ne la retrouve pas dans 23 départements, surtout du sud de la France.

### Biotope
Campanula rapunculus se développe dans les bois, les prés et les lieux secs.

## Statuts de protection, menaces
L'espèce n'est pas considérée comme étant menacée en France. En 2021 elle est classée Espèce de préoccupation mineure (LC) par l'UICN.
Toutefois localement l'espèce peut se raréfier : elle est considérée Quasi menacée (NT), proche du seuil des espèces menacées ou qui pourrait être menacée si des mesures de conservation spécifiques n'étaient pas prises, en Nord-Pas-de-Calais.

## Culture
Zones :	4-8
Exposition :	soleil à mi-ombre 
Sol :	pH 6,6 à 8,5, sol semi-riche, drainé, humide. 
Remarque : arrosage régulier
Multiplication :	semis en mai-juin (2 à 4 semaines)
Usages :	comestible (fleurs, feuilles)

## Usages
Cette plante était cultivée comme légume autrefois pour ses racines charnues et ses jeunes pousses. Dès le XVIe siècle elle est "améliorée" par rapport à sa souche "sauvage". Elle est progressivement supplantée par l'épinard au XVIIe siècle. En 1946 elle était encore au catalogue Vilmorin-Andrieux. Les feuilles étaient utilisées en salade et les racines étaient soit râpées crues en salade, soit cuites à l'eau,.

## Dans la fiction
La Raiponce est la plante éponyme du conte  des frères Grimm, conte adapté par les studios Disney avec le film d'animation Raiponce sorti en 2010.